# Бјеловарско-крижевачка жупанија
Бјеловарско-крижевачка жупанија (лат. Comitatus Belovariensis-Crisiensis, мађ. Belovár-Kőrös vármegye) назив је историјске жупаније у Краљевини Хрватској и Славонији унутар Земаља круне св. Стефана након Хрватско-угарске нагодбе. Постојала је од 1886. до 1918. године, а центар јој је био у Бјеловару.

## Географија
Бјеловарско-крижевачка жупанија граничила је са жупанијом Сомођ у Угарском краљевству, Вировитичком, Пожешком, Вараждинском и Загребачком жупанијом у Хрватско-славонском краљевству. Њену северну границу чинила је река Драва, а око 1910. површина јој је обухватала 5.048 km².

## Историја
Бјеловарско-крижевачка жупанија је настала 1886. године, уједињењем двају дотадашњих жупанија, Бјеловарске и Крижевачке, а обједињавање њихових жупанијских управа извршено је по слову Закона о уређењу управе и устројства жупанија. Новостворена жупанија наследила је администативну структуру и историјске традиције својих претходница, како младе Бјеловарске жупаније која је основана 1871. године, тако и древне Крижевачке жупаније која је основана још у средњем веку (лат. Comitatus Crisiensis).
Питање обједињавања поменутих жупанија било је отворено још од времена развојачења старог Вараждинског генералата, чије су регименте (крижевачка и ђурревачка) укинуте 1871. године и реорганизоване у нову Бјеловарску жупанију, која се граничила са старом Крижевачком жупанијом, тако да се од почетка постављало питање о њиховом евентуалном спајању, које је најзад и спроведено 1886. године.
Године 1918, након што је Хрватска раскинула државно-правне везе с Аустроугарском и постала делом Краљевине СХС, и подручје ове жупаније постало је делом исте. Наставила је да постоји као административна јединица све до увођења нове обласне организације (1921-1924).

### Попис великих жупана
Велики жупани бјерловарско-крижевачки били су:
- Будислав пл. Будисављевић-Приедорски (1886—1889.)
- Радислав Рубидо-Зихи (1889—1893.)
- Милутин пл. Кукуљевић-Сакцински (1893—1904.)
- Теодор Георгијевић (1904—1910.)
- Ђуро Дедовић (1910 – 1914)
- Гјуро Дедовић (1910—1914.)
- Теодор Бошњак (1914)
- Владимир Трешчец-Брањски (1914 – 1915)
- Ладислав пл. Лабаш-Блажековечки (1915 – 1918)
- Гавро Гојковић (1918)
- Матија Лисичар (1919)
- Лука Шошки (1919—1920.)
- Петар Зрелец (1921—1924.)

## Становништво
Према попису из 1910. жупанија је имала 332.592 становника, а по језику којим је говорило подељено је овако:
- хрватски језик: 253.687
- српски језик: 44.533
- мађарски језик: 14.224
- немачки језик: 4.235

## Управна подела
Почетком 20. века, жупанија је била подељена на следеће котареве:
| Котареви            | Котареви      |
| Котар               | Средиште      |
| ------------------- | ------------- |
| Бјеловар            | Бјеловар      |
| Чазма               | Чазма         |
| Гарешница           | Гарешница     |
| Гјургјевац          | Ђурђевац      |
| Грубишно Поље       | Грубишно Поље |
| Копривнициа         | Копривница    |
| Крижевци            | Крижевци      |
| Кутина              | Кутина        |
| Муниципални градови |               |
| Бјеловар            |               |
| Копривница          |               |
| Крижевци            |               |